# Avion à effet de sol

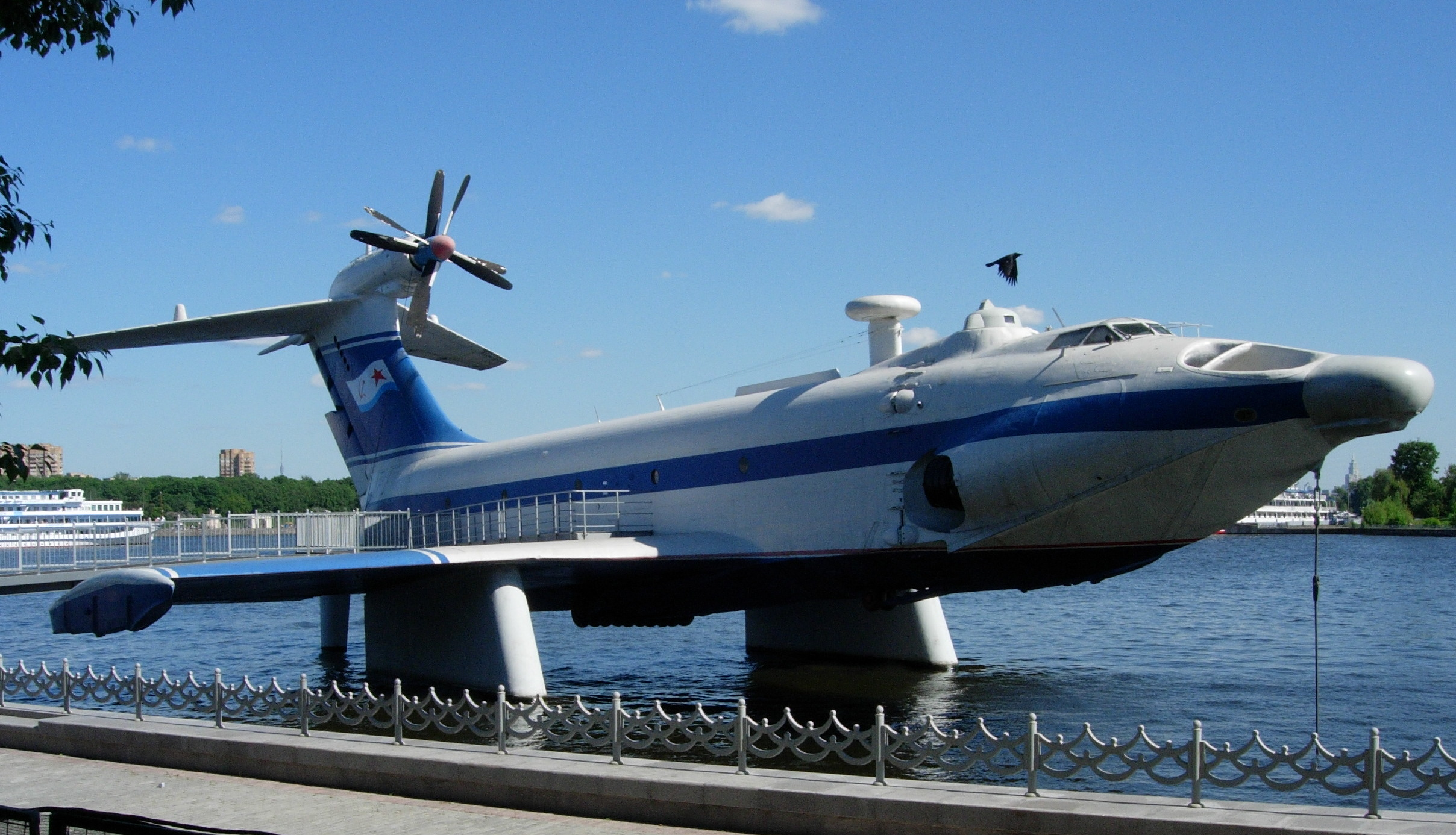
A-90 Orlyonok

Un avion à effet de sol est un aérodyne conçu pour voler à très faible hauteur au-dessus d'une surface plane (mer, fleuve, neige ou glace).

## Finalité
Les avions à effet de sol ont été développés pour leur aptitude à transporter des charges à plus grande vitesse et avec un meilleur rendement énergétique que les navires rapides. Opérant généralement sur l'eau, ils peuvent être basés dans des ports à proximité de centres-villes et se dispenser d'installations spécifiques comme les rampes d'aéroglisseurs ou les pistes d'aéroport.

## Appellations
En anglais GEV (Ground Effect Vehicle) ou WIG (wing In Ground effect) ou Wingship, en allemand Bodeneffektfahrzeug (Sol-effet-véhicule), en russe ekranoplan. L'administration française utilise le terme navion (contraction de navire-avion).

## Concepts
Les avions (ou hydravions) à effet de sol se caractérisent par leur mode de portance :
- engins à portance simple ou WIG (Wing In Ground Effect) comme le concept Lippisch,
- engins à portance augmentée ou PARWIG (avec PAR pour Power Augmented Ram) avec éventuellement des extensions d'ailes,
- engins à coussin d'air dynamique DAC (Dynamic Air Cushion), plus proches des aéroglisseurs.

### WIG
C'est le concept de base, avec une aile en effet de sol sans portance additionnelle, convenant aux plus petits engins, moins rapides (V < 150 km/h) et moins chargés.

#### Concept Lippisch, aile triangulaire

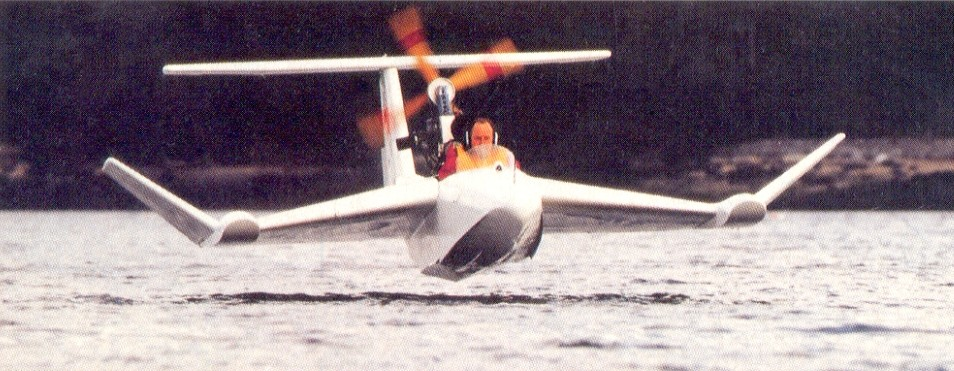
Un Navion en « vol ».

À partir de 1961, l'ingénieur aérodynamicien allemand Alexander Lippisch développe le concept de vol en effet de sol, concept expérimenté et vérifié par les essais d'un prototype, le X-112 vers 1963. Il propose ensuite ses idées au gouvernement ouest-allemand. Les prototypes d'hydravions à effet de sol « Flugflächen-Boot » (bateau pour le vol de surface) (RFB X-113 en 1970, RFB X-114 (en) en 1977) sont alors construits par Rhein-Flugzeugbau (en) sous contrat avec le ministère allemand de la Défense. La configuration mise au point par Lippisch, une aile delta inversée, est devenue un standard.
Les prototypes russes Eska-1 et T-501 sont des biplaces dérivés du X-113 qui a été testé en 1973.
Conçu par E.P. Grunin, le modèle AN-2E construit en 1973 présente une aile Lippisch (en delta inversé) montée sur un fuselage d'Antonov AN-2V (hydravion). Avec un moteur 1 000 ch, il transporte 12 personnes. En 1998, l'Institut d'Aviation de Moscou a présenté une version terrestre (sans flotteurs) avec une aile différente, qui aurait été équipé d'un moteur Diesel de 580 ch, pouvant emporter 20 personnes à 200 km/h avec une consommation calculée de seulement 48 L/h (soit 1,2 L/100 km/passager).
Le Flarecraft L-325 est un prototype américain de 5 places, 235 ch, produit en 1991. Il est équipé d'un moteur d'appoint (47 kW, Water-jet) pour les manœuvres de port.
Le Navion est un prototype expérimental français, monoplace, testé en 1996.
La configuration Lippisch a été reprise par Hanno Fischer, avec la série des Airfish (Airfish 1, 2 et 3) en 1988-1990. Le FS8 Flightship Dragon, du même concepteur, est un WIG en composites 8 places, équipé d'un moteur GM V-8 entraînant deux hélices arrière, qui a fait ses premiers essais en 2001. Le modèle a été racheté par Wigetworks (Singapour) en 2005 et renommé Airfish-8
L'Iran a mis en service depuis 2006 la série HESA Bavar 2 (en) de configuration similaire à celle du X-113.

#### Aile rectangulaire
Le mu-Sky 1 est un modèle de recherche construit par Mitsubishi à partir de 1988. L'aile est presque carrée (4,40 × 3,50 m). Un modèle biplace plus grand mu-Sky 2 a été réalisé.
Techno Trans a étudié et construit un biplace Hydrowing VT01, testé en 1997. Un modèle plus grand Hydrowing 06 (projeté en 2006 ) présentait une aile type Lippisch et un hydrofoil d'appoint pour le décollage.
Le SE-6 Sea Eagle 6 places présente la configuration générale de type Lippisch, excepté l'aile qui est rectangulaire.

### WIG à portance augmentée
Ce sont des avions à effet de sol profitant d'une portance additionnelle pour réduire la vitesse de décollage et la puissance nécessaire,
- par soufflage de l'aile[note 2] (Dérivés Lippisch, Ekranoplanes, Boeing Pelican),
- par dérivation d'une partie du souffle d'hélice sous l'aile (Aerosledge no 8 de Kaario[14], X-112 de Lippisch[note 3]),
- par coussin d'air statique[note 4] (Hoverwing) et divers projets russes[15],
- par la portance d'une aile supplémentaire placée en position haute (configuration biplan).

#### Dérivés Lippisch
La Chinea produit quelques prototypes dérivés Lippisch, à portance augmentée par le souffle des hélices (PARWIG), à partir de 1979 : modèles XTW-1, XTW-2 12 places (en 1990), XTW-3 transportant 12 personnes à 145 km/h avec 2 × 300 ch (en 1997), XTW-4 à 20 places motorisé par des turbopropulseurs (essais en 2000), XTW-5 (Patrol boat).

#### Ekranoplane

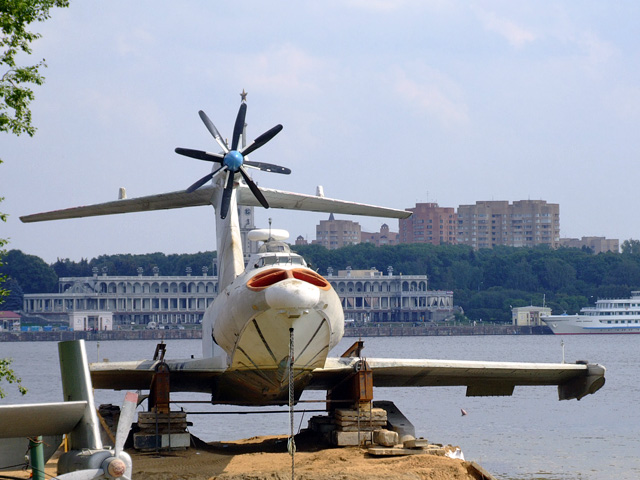
L'A-90 Orlyonok S26.

Le mot ekranoplane, venant du russe экранопла́н (ekranoplan), inventé par le concepteur soviétique Rostislav Alekseïev, est un terme générique (« ekran veut dire écran ou sol ») qui désigne une lignée d’avions russes à effet de sol. Les plus connus, des modèles de grande dimension et à portance augmentée (PAR ou Power Augmented Ram) ont été conçus dès les années 1960 par Rostislav Alekseïev, à la demande de la marine soviétique. Elle entraîna la construction de divers prototypes, SM-1 en 1960 (sans PAR), SM-2 en 1962 (avec PAR), jusqu'au très gros modèle KM (550 t), construit en 1966.
Le modèle A-90 Orlyonok est plus petit, 120 t, 58 m de long ; il a été construit à quatre exemplaires entre 1973 et 1980. Le Lun (1987) est un porte missiles anti-navires. À partir de 1975, Alekseïev a étudié des WIG présentant des extensions d'ailes.

#### PARWIG + ailes (Composite Wing Configuration)
Ce concept, présenté par les Russes comme « Ekranoplane de seconde génération », différencie une aile centrale de grande surface optimisée pour la portance à basse vitesse (coussin d'air soufflé pour le décollage) et des extensions d'ailes visant à obtenir une meilleure finesse en croisière. Des projets chinois suivent ce modèle.
Le modèle russe à dix places Ivolga, étudié en 1999, présente cette configuration avec des ailes repliables et des hélices avancées soufflant sous la coque (configuration catamaran) pour faciliter le décollage. Finesse 25, moteur 300 ch, consommation 25 à 30 L/h à 180 km/h en effet de sol,. Les projets russes Kulik 5 places, Baklan 10 places ou Bekas pour 12 à 16 passagers présentent également des extensions d'ailes. La firme Aerohod présente le démonstrateur (à échelle réduite) d'un modèle A-18 Tungus capable d'emporter 18 passagers.
La Chine travaille également sur ce concept PARWIG + ailes, avec le modèle 6 places Nanjing Angel AD606, ou les projets de MARIC comme le Swan 100 passagers.

#### Très gros porteurs
Des projets de grandes dimensions sont proposés par Ando (Japon) en 1988, par Robert Bartini (URSS), et par l'avionneur russe Sukhoi (Sukhoi S-90), 132 t) en 1993.
De même que les ekranoplanes russes sont conçus pour une utilisation militaire, l’armée américaine s'est dite intéressée par ce concept pour le transport de matériel militaire lourd sur de grandes distances, au-dessus de la mer.
La NASA a présenté en 1975 une étude sur des gros porteurs comprenant un avion à effet de sol de type ekranoplane. Une étude de Douglas sur le même thème a été publiée en 1976.
Le rapport « Wingship Investigation », établi par l'ARPA (Advanced Research Projects Agency) en 1994, présentent divers projets de Lockheed (620 t), Northrop (800 t) avec une voilure soufflée comme celle de l'Orlyonok, Douglas (910 t), Aerocon (5 000 t).
En 2003, le constructeur aéronautique américain Boeing présente un projet d'avion très gros porteur (2 700 t) à effet de sol, le Boeing Pelican, dont la voilure est soufflée par les hélices des moteurs montés au bord d'attaque de l'aile. Différence avec la plupart des WIG, il s'agit d'un avion terrestre et non d'un hydravion.

#### Dérivés Lippisch à coussin d'air
L'Hoverwing de Hanno Fischer est une variante à portance hybride, présentant à la fois des ailes (portance aérodynamique de type WIG) et un coussin d'air sous la coque (suivant le principe du catamaran type NES) portant jusqu'à 80 % du poids de l'engin pendant le décollage. Un démonstrateur nommé HW-2VT de 90 ch a été testé en 1997, en attente de projets plus grands (20 et 50 places). La firme Coréenne Wingship Technology Corporation a repris le concept et construit un prototype WSH-500 de 50 places; les essais ont eu lieu en décembre 2011.

#### WIG + aile haute
Le prototype Burevestnik-24 en développement depuis 2004 présente, en plus de son aile basse en effet de sol, une aile supplémentaire placée en position haute (configuration biplan). Les moteurs sont placés sur l'aile haute et entraînent des hélices carénées placées en arrière de l'aile.

### DAC
Ces véhicules à coussin d'air dynamique (en anglais : Dynamic Air Cushion), non soufflés (Tandem ram wing) ou soufflés (modèles russes et chinois), sont prévus pour naviguer en eaux abritées, en volant très près de la surface.

#### Tandem ram wing
Le SM-1, premier ekranoplan testé en 1960, est un engin à ailes en tandem, sans stabilisateur arrière .
Les Flairboat et Flairship, de type TAF ou Tandem Airfoil Flairboats, sont des engins à ailes en tandem à faible allongement et sans plan stabilisateur arrière, prévus pour le vol rasant en eaux abritées. ils ont été développés en Allemagne par Günther Jörg à partir de 1974. Le couplage entre la période propre de tangage de la machine et la période de rencontre des vagues peut amener de l'instabilité en tangage.

#### DAC russes et chinois
Les engins à effet de sol russes récents sont des configurations intermédiaires entre le véhicule à coussin d'air et l'ekranoplan, à grande surface portante et faible allongement, prévus pour fonctionner en eaux abritées, comme le Volga-2, à 8 places (1986) ; le véhicule nommé Amphistar 5 places (1997) ; l'appareil Aquaglide-5 à 5 places (développements du Volga-2) ; le Strizh, prototype d'entraînement biplace en tandem (1991) ou le transport de passagers en projet Raketa 2.
Modèles chinois : (Marine Design and Research Institute of China) MARIC 750 en 1985 et Swan Mk2 (avec trois moteurs et des extensions d'ailes) en 1998. CASTD (China Academy of Science and Technology Development) a produit le TY-1 (15 places, 2 moteurs de 300 ch) en 1998.

## Classification
Ces engins maritimes volant en effet de sol sont ils des bateaux ou des avions ? L'IMO (Organisation maritime internationale) distingue trois classes d'engins à effet de sol :
- Type A : engin certifié pour voler uniquement en effet de sol ;
- Type B : engin certifié pour voler de façon temporaire à une altitude n'excédant pas 150 m ;
- Type C : engin certifié pour voler à plus de 150 m de la surface (comme un avion).

La réglementation des navires de plaisance française, Division 245 (2015), définit une catégorie spécifique dite « navire à sustentation » (le mot « navion » a disparu dans les mises à jour de cette réglementation) :
« Navire à sustentation : aéroglisseur, navion, ou tout autre navire conçu pour évoluer à proximité de la surface de l’eau, sans contact avec cette dernière, et à une altitude inférieure à la longueur de coque de l’engin. »
Sous cette réserve de limitation d'altitude, un engin à effet de sol (de plaisance) de moins de 24 mètres est donc considéré comme un navire.

## Aérodynamique
La portance, la stabilité et le contrôle des avions à effet de sol sont obtenus par des moyens spécifiques.

### Portance
L'avion profite de l'effet de sol et de dispositions spéciales pour augmenter sa portance.

#### Effet de sol
Un avion à effet de sol est un avion dont la voilure à faible allongement est spécialement conçue pour profiter d'un coussin d'air aérodynamique. À proximité du sol, le confinement de la masse d'air qui passe sous l’aile crée une surpression qui augmente la portance. La portance d’une aile volant « en dehors de l'effet de sol » est produite en majorité par l’extrados ; dans le cas d'un avion en effet de sol, la part de portance de l'intrados est plus forte, et celle de l'extrados plus faible.

#### Effet d'échelle
Quand on augmente la taille d'un avion, sa masse augmente plus vite que sa surface. À cause de cet effet d'échelle, l'avion plus grand, donc plus chargé au mètre carré de surface alaire, doit voler plus vite. La vitesse de décollage augmente également, ce qui conduit à des chocs importants contre les vagues, par mer agitée. Pour réduire cette vitesse, les concepteurs cherchent à augmenter la portance par différents moyens.

#### Portance augmentée
Il existe des dispositions spéciales pour augmenter la portance à basse vitesse :
- La technique de soufflage sous l'aile basse est dite PAR (Power Augmented Ram) : les propulseurs sont placés en avant du bord d'attaque de l'aile (KM, Volga-2 russes, XTW, Maric 750 et Hubei TY-1 chinois). Le souffle des propulseurs est le plus souvent orientable, dévié vers le bas pour le décollage, et remis en ligne de vol en croisière. L'aile soufflée reçoit un supplément de portance par effet Coandă[59]. Autre technique, des propulseurs d'appoint utilisés seulement au décollage soufflent sous l'aile principale (A-90 Orlyonok).
- Une partie du souffle des propulseurs est déviée pour alimenter un coussin d'air de type navire à effet de surface; la portance supplémentaire facilite le décollage (concept Hoverwing).
- les hélices soufflent le bord d'attaque de l'aile haute (technique classique des hydravions).
- Les hélices placées sur une aile haute au-dessus de l'aile basse soufflent les deux voilures (Burevestnik-24).
- Un patin fixé sous la coque ou hydroski, comme sur les Ekranoplans. Le ski est partiellement déployé au décollage et totalement déployé à l'amerrissage[note 9] et sert essentiellement d'amortisseur.
- Une ou plusieurs ailes immergées ou foils, fixes ou rétractables (RFB X-114, Hydrowing VT-01 et 06).

#### Allongement de l'aile
Un avion à effet de sol possède une voilure spécifique, généralement de faible allongement (entre 1 et 3). À l’inverse des autres avions qui ont des ailes à fort allongement (entre 6 et 10), il peut avoir un faible allongement sans trop augmenter la traînée induite. Plus il se rapproche de la surface, moins il consomme de carburant. Pour augmenter l'allongement effectif et la portance exercée sous l'aile, des plaques d'extrémité (ou des flotteurs ayant la même fonction) sont souvent montées en bout d'aile pour réduire les pertes marginales (Lippisch, Jorg, KM, Orlyonok).

### Stabilité
L'avion en effet de sol doit être stable en tangage, en altitude et en roulis.

#### Stabilité en tangage
La proximité de la surface rend le vol dangereux si l’avion est instable en tangage (tendance à cabrer ou à piquer). Un avion à effet de sol présente obligatoirement au minimum deux surfaces portantes nettement différenciées. Il trouve sa stabilité en tangage et sa régulation d’altitude de vol dans la différence des pentes de portance (variation de portance avec l’incidence) de ces deux surfaces.
L’aile avant, qui porte la majorité du poids, est au ras de l’eau, en effet de sol. Sa pente de portance diminue fortement si l’avion monte, par diminution de l’allongement effectif. L’aile arrière est moins chargée et à plus grand allongement ; elle doit être disposée nettement plus haut, quasiment en dehors de l’effet de sol. Sa pente de portance est alors plus constante, moins dépendante de l’altitude. Si l’avion monte, l’aile avant perd une partie de sa portance, plus que l’aile arrière. L’avion pique un peu du nez, et redescend à son altitude initiale. Si l’avion descend, l’effet de sol augmente, l’aile avant porte plus, mais l’aile arrière ne porte pas plus. L’avion cabre un peu, et reprend son altitude initiale.

#### Maintien de l'altitude
Si l’avion vole à basse hauteur au-dessus de l’eau ou du sol, la portance est augmentée par l’effet de sol. Si l’avion monte, l’effet de sol diminue, la portance baisse et ne peut plus compenser le poids, à moins d’augmenter l’assiette (l'incidence), ce qui augmente la traînée induite, la puissance nécessaire et la consommation de carburant.
Sur une mer courte, la fréquence de rencontre des vagues est élevée et l'inertie de l'engin le fait moyenner (ou filtrer) le profil de la mer, sans variation d'altitude. Sur mer plus longue, quand la longueur d'onde des vagues (par exemple 40 m) approche de la vitesse de rencontre (par exemple 40 m/s, soit 144 km/h), le suivi du profil des vagues entraîne des accélérations verticales environ une fois par seconde, ce qui est une fréquence propice au mal de mer. Dans ce cas le contrôle de l'altitude peut être assuré par un pilotage automatique.

#### Stabilité en roulis
Si l'avion s'incline latéralement, l'aile basse se rapproche de la surface et porte plus, l'aile haute porte moins. L'effet de sol apporte un moment de roulis stabilisant. En dehors de l'effet de sol, la stabilité en roulis diminue et peut devenir neutre (indifférente) et le plus souvent légèrement négative.

### Manœuvrabilité
En effet de sol, l'assiette et l'altitude étant quasi constantes, la manœuvrabilité concerne essentiellement le contrôle directionnel; elle dépend en partie de la masse de l'engin.

#### Effet d'échelle
À partir d'une centaine de tonnes, les WIG répondent plus lentement aux commandes, ce qui les rend plus difficiles à piloter et nécessite l'emploi d'un pilote automatique.

#### Contrôle directionnel
Le rayon de virage dépend de la vitesse (au carré) et de l'inclinaison de l'engin.
- Si l'engin reste en vol rasant sans pouvoir s'incliner en virage, il dérape comme un aéroglisseur, ce qui augmente beaucoup son rayon de virage; Le Volga 2 doit ralentir pour faire un virage serré; pratiquement il doit se poser sur l'eau pour y arriver[64]. L'accélération latérale ressentie peut être désagréable pour les passagers[65].
- Pour effectuer un virage incliné, l'engin doit être suffisamment haut et disposer de commandes en roulis similaires à celles d'un avion. À la différence d'un avion, on évite de diminuer la portance de l'aile interne au virage (pour éviter qu'elle ne se rapproche trop de la surface), et on augmente la portance de l'aile extérieure au virage, ce qui crée un moment de lacet inverse qui doit être compensé par la gouverne de direction. Avant de tourner, il faut augmenter la puissance pour prendre de l'altitude[66]. La technique de virage demande de gérer l'inclinaison, la glissade, la puissance et l'altitude pour que l'aile ne touche pas la surface[67].

Un virage à grande vitesse et inclinaison modérée nécessite beaucoup de place pour tourner; Les plus petites machines ont un rayon de virage de l'ordre de 300 à 500 m; le FS8 incliné à 10 degrés a un rayon de virage de 700 m; il peut effectuer un demi-tour en une minute (soit 3°/s). Les plus gros ekranoplans ont un rayon de virage qui dépasse les deux kilomètres.

### Traînée
Une caractéristique des avions (en fait des hydravions) à effet de sol est la forte variation de leur traînée (résistance à l'avancement), qui passe par un maximum (un pic) pendant le décollage (traînée hydrodynamique de la coque et des flotteurs), puis diminue beaucoup dès que l'engin décolle et atteint sa vitesse de concept.
Quand l'engin doit voler un peu plus haut pour survoler les vagues, sa traînée induite (par la portance) augmente; sa finesse diminue, elle peut passer par exemple de 20 à 15.

## Motorisation, propulsion
La puissance de décollage peut être 2 à 3 fois plus forte que la puissance de vol en croisière. Cette forte variation oblige à installer une puissance motrice très supérieure à celle utilisée en vol; certains modèles ont une motorisation supplémentaire pour le décollage (A-90 Orlyonok).
Une autre caractéristique est l'environnement marin et les problèmes de corrosion associés.
Les propulseurs (les hélices ou les réacteurs) doivent être installés de façon à ne pas recevoir d'embruns pendant la course au décollage. Les hélices et les moteurs sont généralement disposés en hauteur, au-dessus du fuselage (Airfish) sur des pylones (X-113, KM), sur une aile haute (Boeing Pelican) ou en haut de la dérive (A-90 Orlyonok).

## Avantages et inconvénients de la formule

### Avantages
FinesseLa finesse (rapport portance/traînée) d'un WIG est de l'ordre de 15 à 25, et elle pourrait atteindre 30 dans les meilleures conditions (en vol rasant). Elle est meilleure que celle d'un navire rapide (les meilleurs navires rapides, les hydroptères, ont des finesses de 10 à 12).
VitesseUn WIG est plus rapide que les autres concepts de transport maritimes rapides (vedettes rapides, hydroptères, NES, aéroglisseurs.
Rendement énergétiqueÀ puissance installée identique, un WIG porte plus de charge que les autres concepts de transport rapides (aéroglisseurs, hélicoptères, avions).
Consommation réduiteUn WIG consomme moins de carburant qu'un navire rapide ou qu'un hydravion de même tonnage.
ConfortEn volant au-dessus des vagues, les WIG's peuvent être plus confortables en mer que des navires rapides.
InfrastructureLes WIG's peuvent opérer à-partir de ports existants. Ils ne demandent pas d'installations particulières, comme les aéroglisseurs.
Applications militairesLes WIG's présentent certaines caractéristiques de furtivité intéressantes. En volant au ras de l'eau, ils sont moins détectables au radar que les avions. Leur signature acoustique est également plus faible et ils ne sont pas confrontés aux dangers des mines ou des torpilles, comme peuvent l'être les navires.

### Inconvénients
Bien qu'étudiés et construits depuis plus de 50 ans, de la grosse machine militaire au petit engin de loisir, les WIG's n'ont pas donné lieu à une production soutenue. Cela peut s'expliquer parce qu'un WIG cumule les contraintes d'un bateau rapide ET d'un avion :
ComplexitéLa complexité de conception (stabilisation aérodynamique spécifique, différente de celle des avions et très peu documentée) est d'un niveau élevé et demande des investissements de recherche et développement.
Technologie, corrosionLa technologie de fabrication de ces appareils, plus proche de l'aéronautique que de celle des navires (légèreté, respect du centrage, motorisation puissante et légère) est d'un niveau élevé, donc coûteuse. Le milieu maritime nécessite une protection anti-corrosion, notamment de la motorisation.
MotorisationLe transport maritime n'autorise pas l'essence comme carburant, ce qui restreint le choix aux turbines à gaz, légères mais bruyantes et très coûteuses (achat et consommation). Et les moteurs diesels « marins » sont beaucoup trop lourds.
Finesse, rendement moteurBien qu'elle soit excellente en vol, la finesse au décollage ne dépasse pas 5 ou 6, la traînée vaut alors au moins 17 à 20 % du poids de l'appareil. Comme en croisière la finesse peut dépasser 15, les moteurs sont utilisés à un faible pourcentage de puissance, ce qui peut augmenter la consommation spécifique des moteurs (notamment dans le cas de turbines dont le rendement, optimal à la puissance max, diminue beaucoup à charge partielle).
Accès portuaire, accostageLa propulsion par hélices peut interdire l'accès portuaire aux WIG's de grande taille (effets du souffle), à moins d’installer une propulsion supplémentaire par hélice immergée. Les configurations avec des extensions d'ailes ne peuvent pas accéder aux quais, comme les bateaux.
État de mer, confortLa réalisation du vol peut être soumise à l'état de la mer (hauteur des vagues), en fonction des dimensions de l'engin. La référence donne une limite de clapot (sea state) de 0,50 m pour un engin de 1 tonne, de 1 m pour 10 t et de 2 m pour 100 tonnes. Le vol en effet de sol sur mer houleuse peut conduire à de l'instabilité ou de l'inconfort.
Navigation sans visibilitéRisques élevés de collision par visibilité réduite, dus à la vitesse élevée, ce qui devrait impliquer la mise en place de couloirs de navigation réservés, disposition contraire au droit maritime.
Turbulence de sillageComme un gros porteur, un très gros avion à effet de sol laisserait derrière lui un sillage aérodynamique (tourbillons) pouvant renverser un petit bateau.
Compromis vitesse-économieUn WIG n'a ni la vitesse d'un avion (transport des personnes), ni l'économie d'un navire de charge comme un porte-conteneurs (transport des marchandises).

## Perspectives
Un avion à effet de sol pourrait trouver sa place dans le loisir, dans le transport maritime à courte distance ou dans des zones non desservies par des aéroports ou non accessibles à des navires (en eau peu profonde) comme en Asie du Sud-Est (Indonésie). La recherche s'est tournée vers les applications civiles, en particulier dans le domaine des loisirs (Airfish). Les développements récents[Quand ?] concernant plutôt des engins de petite taille, portant de 2 à 16 personnes, ont eu lieu en Allemagne, Russie, Chine, États-Unis et Australie. Il existe aussi des projets et des prototypes d'engins plus importants pour le transport des personnes (Hoverwing, Raketa-2, Swan, WSH-500), ou même pour le fret sur longues distances (Boeing, Beriev).

### Programme américain
En 2023, le Pentagone, via la Darpa, veut relancer le programme de réalisation d'un ekranoplane militaire sous le nom Liberty Lifter. « Deux concepts différents s'affrontent pour décrocher ce marché : General Atomics mise sur un appareil à double fuselage et aile droite, alors qu'Aurora Flight Sciences (groupe Boeing) propose un seul habitacle. Dans les deux cas, la propulsion sera assurée par de petits moteurs à hélices répartis sur toute l'aile, un système nommé propulsion distribuée ». 
Ce programme a pour but de donner une capacité de débarquement éclair, notamment en mer de Chine et dans le Pacifique. Chaque appareil peut débarquer 100 tonnes de fret ou des centaines de soldats. 
En mai 2024, le Pentagone choisit la solution développée par Aurora Flight Sciences qui reçoit 8,3 millions de dollars pour poursuivre le développement. Le vol du prototype est prévu pour fin 2027.

## Avions à effet de sol
- A-90 Orlyonok
- Airfish 8
- Amphistar
- HESA Bavar 2 (en)[82]
- Beriev Be-2500 (projet)
- Boeing Pelican (projet)
- Burevestnik-24 (en)
- Hubei TY-1, 15 places[83]
- Fischer Hoverwing HW20 (de)[84]
- Ivolga (ru)
- KM (ekranoplan)
- Lun
- Navion
- Strizh
- Volga-2
- X-112
- X-113
- RFB X-114 (en)[85]
- XTW-1 à 5